# 阿恩比約恩·漢森
阿恩比約恩·漢森（1986年2月27日—）是一位法羅群島足球運動員。在場上的位置是前鋒。他現在效力於法羅群島足球超級聯賽球隊EB/斯特雷穆尔。他也代表法羅群島國家足球隊參賽。